# Ellen Braumüller
Ellen Braumüller, nemška atletinja, * 24. december 1910, Berlin, Nemško cesarstvo, † 10. avgust 1991, Berlin, Nemčija.
Nastopila je na poletnih olimpijskih igrah leta 1932, ko je osvojila srebrno medaljo v metu kopja, šesto mesto v štafeti 4x100 m, osmo mesto v metu diska in deseto mesto v skoku v višino. Trikrat zapored ne postavila svetovni rekord v metu kopja, ki ga je držala med letoma 1930 in 1932.
Tudi njena sestra Inge Braumüller je bila atletinja.